# Samachablo
Samachablo (en georgiano: სამაჩაბლო) o Región de Tsjinval (en georgiano: ცხინვალის რეგიონი - Tsjinvalis regioni) es un territorio histórico al norte de la ciudad de Gori, que administrativamente Georgia considera incluido dentro del actual distrito de Shida Kartli, pero el territorio está controlado de hecho por las autoridades secesionistas de Osetia del Sur, cuya independencia no reconoce Georgia y ningún país del mundo excepto Rusia, Nicaragua, Venezuela, Siria, y Nauru.

## Origen histórico del término
El término Samachablo tiene origen en la familia aristocrática georgiana de los Machabeli, significando literalmente "de los Machabeli", que en el siglo XV gobernaron la zona. Provenientes del Cáucaso, con el nombre de Anchaphaidzes llegaron a la zona en el siglo XV, y el rey georgiano les concedió las gargantas del río Liajvi, cambiando el nombre a Machabeli, "señor de la garganta" en georgiano y "sultán" en tártaro. Se afianzaron en la zona después la conquista otomana de grandes zonas de Georgia en el siglo XVIII, frente a los que no se sometieron. Emplearon a los osetios como siervos feudales.
El territorio fue conquistado por Rusia en 1801, y después de la conquista soviética del Cáucaso, en 1922 Osetia del Sur se organizó como Óblast autónomo, con los distritos de Dzhava, Leningor (Ajalgori), Tsjinvali y Dznaur.

## Uso actual del término
En la década de 1980 resurgió entre los georgianos el término "Samachablo" de forma oficiosa para denominar la zona alrededor de la ciudad de Tsjinval, coincidiendo con el incremento de las tensiones étnicas entre osetios y georgianos, y cuya denominación recordaba los derechos históricos georgianos sobre la zona.
Con posterioridad, habiendo Georgia problamado la independencia de la URSS y suprimido la autonomía del Óblast Autónomo de Osetia del Sur, en un intento de negar el hecho osetio, las autoridades georgianas empezaron a sustituir el término "Samachablo" por región de Tsjinvali, tanto para la zona controlada por los rebeldes sudosetios como para referirse a Osetia del Sur, con la tácita exclusión del distrito de Akhalgori, que administrativamente se traspasó a Mtskheta-Mtianeti.
Después de la conflicto de 2008, Osetia del Sur recuperó el control de los cuatro distritos que componían el anterior Óblast Autónomo del mismo nombre.